# Children (The Mission)
| Recensione | Giudizio |
| ---------- | -------- |
| AllMusic   | [ 1 ]    |

Children è il secondo album in studio del gruppo gothic rock inglese The Mission, pubblicato nel 1988 dalla BMG Music.

## Tracce
Testi di Hussey, musiche dei Mission, tranne ove indicato.
1. Beyond the Pale – 7:49
2. Wing and a Prayer – 3:40
3. Fabienne – 3:41
4. Heaven on Earth – 5:19
5. Tower of Strength – 8:06
6. Kingdom Come – 4:49
7. Breathe – 1:26
8. Child's Play – 3:39
9. Shamera Kye – 0:34
10. Black Mountain Mist – 2:54
11. Dream On – 3:54 (Tyler)
12. Heat – 5:14
13. Hymn (for America) – 6:32

Tracce bonus rimasterizzazione CD 2007
1. Tadeusz (1912-1988) - 4:57
2. Child's Play (Live) - 3:46
3. Kingdom Come (Heavenly Mix) - 8:09
4. Heat (Tim Palmer Version) - 4:06

Fabienne e Dream On non sono incluse nelle versioni in vinile.